# Ꚓ
Ꚓ (minuskule ꚓ) je již běžně nepoužívané písmeno cyrilice. V minulosti bylo používáno v abcházštině. Jedná se o ligaturu složenou z písmen Ч a Т.